# Caitriona Balfe
Caitriona Balfe (n. 4 octombrie 1979) este actriță și model irlandez. Este cunoscută pentru rolul Claire Fraser din serialul Outlander, pentru care a primit patru nominalizări la Golbul de Aur pentru Cea mai bună actriță de televiziune - dramă.

## Biografie
Balfe a început cariera de model după ce a fost remarcată de un agent în timp ce ea colecta bani pentru caritate la un mall local. La nouăsprezece ani, după ce a lucrat model în Dublin, pentru câteva luni, ea a atras atenția unui căutător de modele de la Ford Models care i-a oferit șansa de a lucra pentru ei la Paris. Cariera ei a inclus deschideri și închideri de showuri pentru Chanel, Moschino, Givenchy, Dolce & Gabbana, Alberta Ferretti și Louis Vuitton; și a participat la multiple show-uri de modă pentru branduri notabile ca: 12 show-uri pentru Dolce & Gabbana, opt pentru Chanel, șapte pentru Marc Jacobs, Narciso Rodriguez și Moschino, șase pentru Etro, cinci pentru Armani, Roberto Cavalli, Max Mara, Ann Demeulemeester și Louis Vuitton, patru pentru Givenchy, Oscar de la Renta, Missoni, Bottega Veneta, Burberry, Alberta Ferretti, Alexander McQueen și Emanuel Ungaro, și trei pentru Rochas, Christian Lacroix, Laura Biagiotti, Cacharel, BCBG Max Azria, Sonia Rykiel, Alessandro Dell'Acqua și Kenzo; a făcut campanii de publicitate pentru: Calvin Klein, Levi’s, Max Mara, Oscar de la Renta, Bally, Dolce & Gabbana, Moschino, Costume National, Escada, Bottega Veneta, Hush Puppies, Mango, Neiman Marcus, BCBG Max Azria, Blumarine, Dries Van Noten, Wella, Roberto Cavalli, Victoria’s Secret și H&M; a mers pe podium în Victoria's Secret Fashion Show 2002 și a apărut pe coperta revistelor ca Vogue, Harper’s Bazaar și ELLE. A prezentat pe podium în 73 de spectacole în sezonul 2002, 96 în sezonul 2003 și 83 în sezonul 2004. În vârful carierei ei, a fost considerată a fi în Top 20 cele mai căutate modele din lume.

## Filmografie

### Film
| An   | Titlu                        | Rol              | Note                               |
| ---- | ---------------------------- | ---------------- | ---------------------------------- |
| 2006 | The Devil Wears Prada        | Clacker          |                                    |
| 2009 | Picture Me                   | ea însăși        | Documentar; de asemenea producător |
| 2009 | A Herculean Effort           | Emily            | Film scurt metraj                  |
| 2011 | Super 8                      | Elizabeth Lamb   |                                    |
| 2011 | Lust Life                    | Aubrie           | Film scurt metraj                  |
| 2012 | The Wolf                     | Sally            | Film scurt metraj                  |
| 2012 | Lost Angeles                 | Veronique        |                                    |
| 2013 | Crush                        | Andie            |                                    |
| 2013 | Now You See Me               | Jasmine Tressler |                                    |
| 2013 | Escape Plan                  | Jessica Miller   |                                    |
| 2015 | The Price of Desire          | Gabrielle Bloch  |                                    |
| 2016 | Money Monster                | Diane Lester     |                                    |
| 2016 | Trust No One                 | Amber            | Film scurt metraj; pre-producție   |
| 2019 | Marea provocare: Le Mans ’66 | Mollie Miles     |                                    |

### Televiziune
| An           | Titlu            | Rol                             | Note                        |
| ------------ | ---------------- | ------------------------------- | --------------------------- |
| 2010         | The Model Scouts | ea însăși                       |                             |
| 2014–prezent | Outlander        | Claire Beauchamp Randall Fraser | rol principal (29 episoade) |

### Web
| An        | Titlu                  | Rol             | Note       |
| --------- | ---------------------- | --------------- | ---------- |
| 2012      | The Beauty Inside      | Alex #34        |            |
| 2012–2013 | H+: The Digital Series | Breanna Sheehan | 7 episoade |

## Premii și nominalizări
| An   | Film nominalizat | Premiu                                      | Categorie                                          | Rezultat     |
| ---- | ---------------- | ------------------------------------------- | -------------------------------------------------- | ------------ |
| 2015 | Outlander        | BBC America Anglophenia Fan Favorite Awards | Woman Of The Year                                  | Câștigat     |
| 2015 | Outlander        | The Anglophile Channel Awards               | Cea mai bună actriță într-un serial de televiziune | Câștigat     |
| 2015 | Outlander        | Saturn Awards                               | Best Actress on Television                         | Câștigat     |
| 2015 | Outlander        | Irish Film & Television Awards              | Cea mai bună actriță în rol principal- dramă       | Nominalizare |
| 2015 | Outlander        | Irish Film & Television Awards              | Rising Star Award                                  | Nominalizare |
| 2015 | Outlander        | EWwy Awards                                 | Cea mai bună actriță într-un serial dramă          | Câștigat     |
| 2016 | Outlander        | People's Choice Awards                      | Favorite Cable Sci-Fi/Fantasy TV Actress           | Câștigat     |
| 2016 | Outlander        | Golden Globe Awards                         | Cea mai bună actriță – serial de televiziune dramă | Nominalizare |
| 2016 | Outlander        | Women's Image Network Awards                | Actriță remarcabilă înntr-un serial de televiziune | Câștigat     |
| 2016 | Outlander        | Saturn Awards                               | Cea mai bună actriță în televiziune                | În așteptare |
| 2016 | Outlander        | Irish Film & Television Awards              | Cea mai bună actriță în rol principal - dramă      | Nominalizare |
| 2016 | Outlander        | The Anglophile Channel Awards               | Cea mai bună actriță într-un serial de televiziune | Câștigat     |